# Kawasaki Heavy Industries

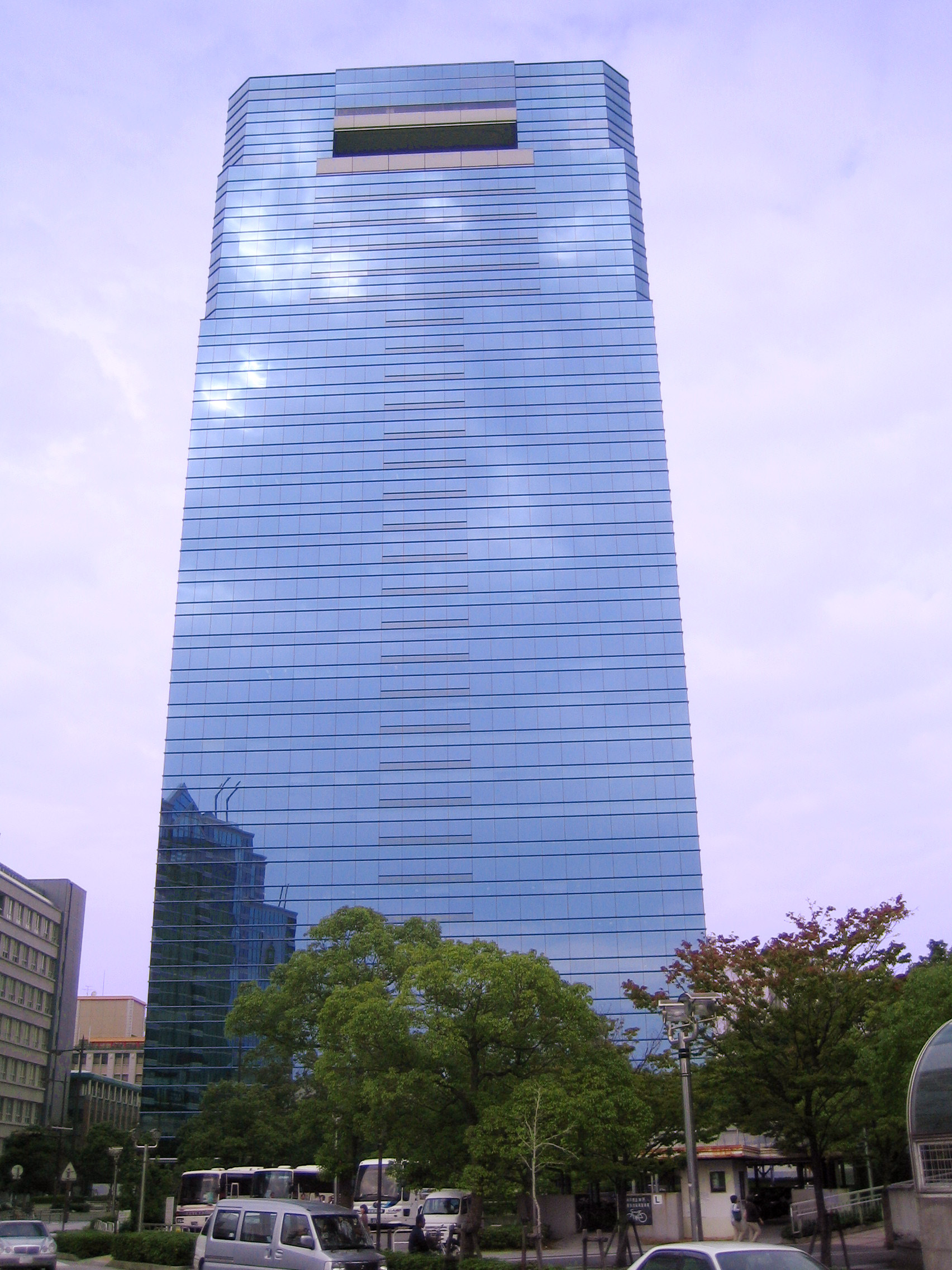
Kobe Crystal Tower, siedziba Kawasaki Heavy Industries w Kobe

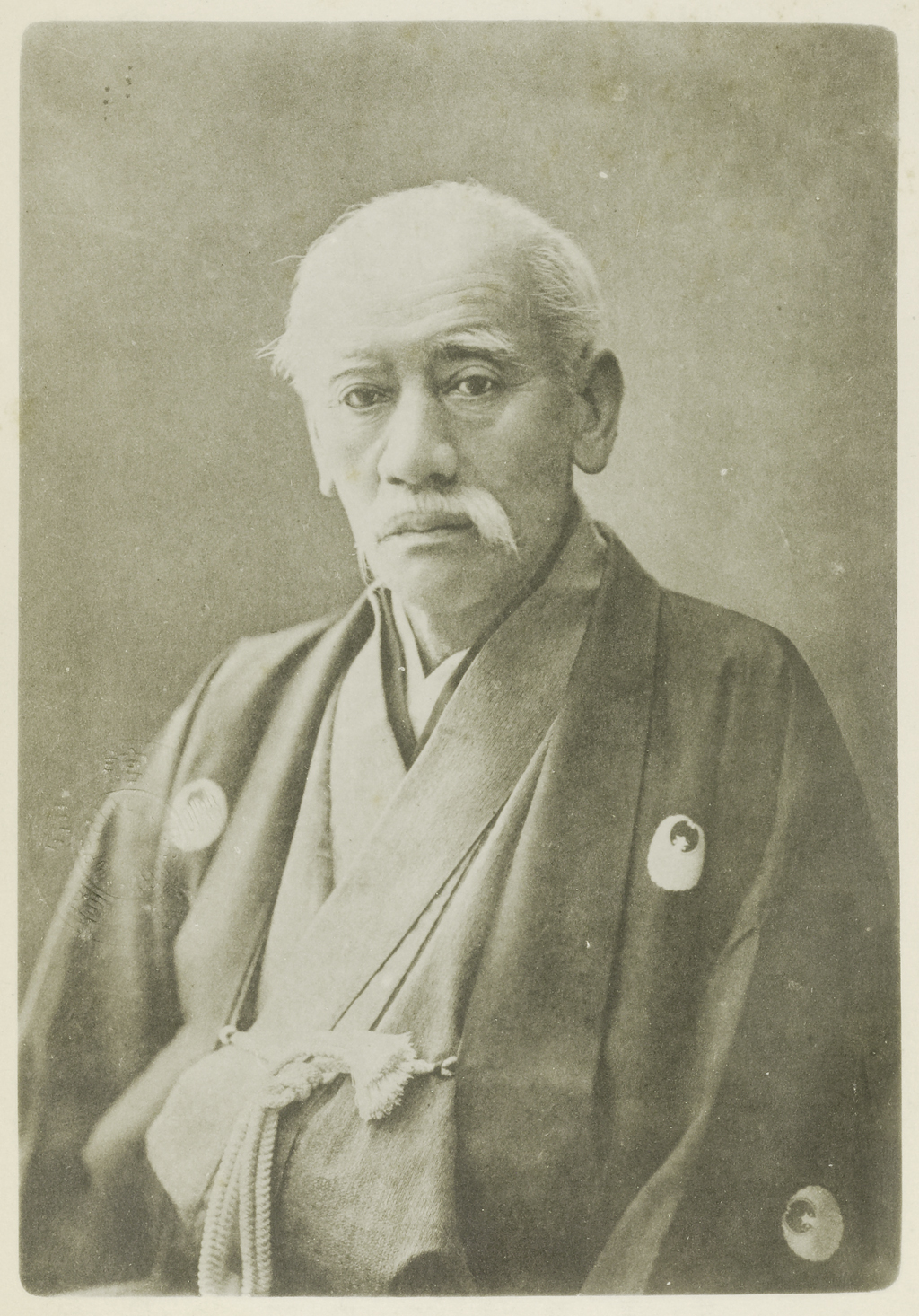
Shōzō Kawasaki

Kawasaki Heavy Industries – japoński koncern powstały z połączenia w 1969 r. trzech przedsiębiorstw: Kawasaki Dockyard, Kawasaki Rolling Stock Manufacturing i Kawasaki Aircraft. Marka „Kawasaki” jest obecnie kojarzona głównie z motocyklami, choć dochody przedsiębiorstw pochodzą przede wszystkim z budowy statków, maszyn budowlanych i realizacji wielkich inwestycji budowlanych. Przed i w trakcie II wojny światowej koncern budował też samoloty bojowe i okręty.
Kawasaki zostało założone w 1886 r. przez Shōzō Kawasaki, który stworzył ją na bazie stoczni, którą otworzył w 1878 r. Prawdziwym początkiem przedsiębiorstwa, które rozpoczęło działalność jako Kawasaki Dockyard, był rok 1896, w którym stało się spółką. Jej pierwszym prezesem został Kōjirō Matsukata. W tym czasie główną działalnością była budowa statków, aż do 1906 r., kiedy przedsiębiorstwo założyło spółkę-córkę Hyugo Works. Od tego czasu zaczęto produkować także maszyny, urządzenia i wagony dla kolejnictwa.
W 1918 r. w powstał departament lotniczy, w którym został skonstruowany pierwszy japoński metalowy samolot.
W 1928 r. Hyugo Works przekształcono w Kawasaki Rolling Stock Manufacturing, w 1937 r. departament lotniczy przekształcił się w Kawasaki Aircraft, a w 1950 r. stalownie zostały przekształcone w Kawasaki Steel Corporation. Cztery spółki, które powstały na bazie starej kompanii, uzyskały własną osobowość i niezależność. Specjalizacja wpłynęła znacząco na szybki rozwój korporacji w latach 50. i 60. XX wieku.
W 1961 r. w Kawasaki Aircraft wyprodukowano pierwszy motocykl.
W roku ponownego zjednoczenia przedsiębiorstw (1969) Kawasaki wyprodukowała pierwszego japońskiego robota przemysłowego.
Od 1975 r., kiedy przedsiębiorstwo zaczęło produkować motocykle na rynek amerykański, coraz bardziej zaczęło kojarzyć się z branżą motocyklową. W obecnej chwili Kawasaki należy do wielkiej czwórki (obok Hondy, Suzuki i Yamahy), która kontroluje ponad połowę światowego rynku motocyklowego.
Przedsiębiorstwo ma także duże sukcesy w przemyśle ciężkim: w 1989 otrzymało zamówienie na budowę jednej z wież najdłuższego mostu wiszącego na świecie: Akashi Kaikyō, który został otwarty w 1998 r. W 1991 r. przedsiębiorstwo dostarczyło maszyny do wykopu Eurotunelu.
Wybrane typy produkowanych samolotów:
- Kawasaki Ki-45 Toryū, kod aliancki – Nick
- Kawasaki Ki-56, kod aliancki – Thalia
- Kawasaki Ki-61 Hien, kod aliancki – Tony

Wybrane typy produkowanych motocykli:
- Kawasaki ZX-10R Ninja – popularna dziesiątka, sportowa, 998 cm³, 185 KM
- Kawasaki VN1500 – tzw. cruiser. 1470 cm³, 65 KM
- Kawasaki VN700 – tzw. cruiser pierwszy z serii VULCAN. 699 cm³, 63 KM